# Canthydrus antonellae
Canthydrus antonellae is een keversoort uit de familie diksprietwaterkevers (Noteridae). De wetenschappelijke naam van de soort werd in 2003 gepubliceerd door Toledo.